# Suranne Jones
Suranne Jones (Chadderton, 27 de agosto de 1978) é uma atriz e produtora inglesa.

## Carreira
O seu primeiro papel de destaque foi com a personagem Karen McDonald em Coronation Street, (2000-2004). Seus outros créditos na televisão incluem: Vincent (2005–06), Strictly Confidential (2006) e Harley Street (2008).
Entre 2011 e 2016, Jones estrelou como protagonista a detetive Rachel Bailey em Scott & Bailey, um série desenvolvida a partir de uma ideia original concebida por Jones e pela atriz Sally Lindsay. Ela também atuou como produtora executiva da quinta e última temporada da série em 2016. Por sua interpretação de Gemma Foster em Doctor Foster (2015, 2017), Jones ganhou vários prêmios, incluindo um prêmio da Broadcasting Press Guild e o BAFTA TV Award de Melhor Atriz em 2016. Outros papéis na televisão incluem Single Father, Five Days (ambos em 2010), The Crimson Field (2014) Save Me (2018), Gentleman Jack (2018) e Vigil (2021).

## Filmografia

### Cinema e televisão
| Ano           | Título                                              | Personagem             | Nota(s)                                                        |
| ------------- | --------------------------------------------------- | ---------------------- | -------------------------------------------------------------- |
| 1997          | Coronation Street                                   | Mandy Phillips         | 1 episódio                                                     |
| 1998          | City Central                                        | Emma                   | Episódio: "A Quiet Evening In"                                 |
| 1998          | The Grand                                           | Liz                    | 1 episódio                                                     |
| 1999          | My Wonderful Life                                   | Linda                  | 5 episódios                                                    |
| 2000–2004     | Coronation Street                                   | Karen McDonald         | 494 episódios                                                  |
| 2004          | Punch                                               | Judy                   | curta-metragem                                                 |
| 2005          | Celebrate "Oliver!"                                 | Nancy                  | telefilme                                                      |
| 2005–2006     | Vincent                                             | Beth                   | 8 episódios                                                    |
| 2006          | Strictly Confidential                               | Linda Nelson           | 6 episódios                                                    |
| 2007          | Dead Clever: The Life and Crimes of Julie Bottomley | Julie Bottomley        | telefilme                                                      |
| 2008          | Harley Street                                       | Dr Martha Elliot       | 6 episódios                                                    |
| 2009          | Unforgiven                                          | Ruth Slater            | 3 episódios                                                    |
| 2009          | The Sarah Jane Adventures                           | Mona Lisa              | 2 episódios                                                    |
| 2010          | Five Days                                           | DC Laurie Franklin     | 5 episódios                                                    |
| 2010          | Single Father                                       | Sarah                  | 4 episódios                                                    |
| 2011          | Doctor Who                                          | Idris                  | Episódio: "The Doctor's Wife"                                  |
| 2011–2016     | Scott & Bailey                                      | Sergeant Rachel Bailey | Temporadas 1-5 33 episódios (produtora executiva: 3 episódios) |
| 2012–2014     | A Touch of Cloth                                    | DC Anne Oldman         | 6 episódios                                                    |
| 2012          | The Secret of Crickley Hall                         | Eve Caleigh            | 3 episódios                                                    |
| 2013          | Playhouse Presents                                  | Herself                | Episódio: "Stage Door Johnnies"                                |
| 2013          | Lawless                                             | Lila Pettitt           | Pilot                                                          |
| 2014          | The Crimson Field                                   | Irmã Joan Livesey      | 6 episódios                                                    |
| 2015–presente | Doctor Foster                                       | Dr Gemma Foster        | 10 episódios (produtora associada: 2ª temporada)               |
| 2015          | A Christmas Star                                    | Miss Darcy             | Longa metragem                                                 |
| 2016          | Brian Pern: 45 Years of Prog and Roll               | Astrid Maddox Pern     | 1 episódio                                                     |
| 2018          | Save Me                                             | Claire McGory          | 6 episódios                                                    |
| 2018          | Vanity Fair                                         | Miss Pinkerton         |                                                                |
| 2018          | Gentleman Jack                                      | Anne Lister            | em produção                                                    |